# JR West série 223
Pour les articles homonymes, voir Serie 223 (homonymie).
La série 223 (223 系, 223-kei) (223けいでんしゃ) est un type de train à unités multiples électriques (EMU) de banlieue exploité par la West Japan Railway Company (JR West) dans la région du Kansai (ou Kinki), la région de Chūgoku et Shikoku au Japon.
Plusieurs lots de trains ont été construits avec des différences variables (en particulier le contrôle de la puissance du moteur), bien que l'aspect général reste similaire. La production durera 14 ans au gré des améliorations technologiques.
Avec la série 225, qui est le véhicule de nouvelle génération, successeur de la série 223, c'est également le véhicule principal qui représente le réseau urbain de JR West (région de Keihanshin). De plus, avec l'avènement de la série 223, l'exploitation du nouveau service rapide de 130 km/h a pu commencer.
En outre, la série 125, la série 521, (des trains de banlieue bicourant AC-DC) et la série 223-5000 appartenant à JR Shikoku ont été introduites, sont également basées sur la série 223 et dont les caractéristiques ont été modifiées en tenant compte des spécifications de chaque ligne.
La conception du matériel roulant était une adaptation améliorée de la série 221, avec trois paires de portes par côté par voiture, et une disposition transversale des sièges. La production du train a commencé en 1993.

## Design
La forme avant a un angle d'inclinaison plus léger que la série 221 et une structure de pénétration d'urgence semi-profilée nouvellement conçue. Sur les séries 223-5000 et 223-5500 fabriquées en dernier, le front est vertical.
Les Séries 223-0 et 223-2500 ont une bande avec un dégradé allant du bleu au blanc, ce qui est la couleur représentative de l'aéroport international du Kansaï, et les autres séries ont les mêmes couleurs que la série 221,une bande blanche et marron (couleur beige n ° 2, Kansaï Kyuden couleur du symbole).), bleue (couleur corporative JR West) et beige (nouvelle couleur de symbole train rapide), et une épaisse bande du même beige est également présente entourant les fenêtres le tout sur du gris métal.

## Caractéristiques
Il est fait d'acier inoxydable léger utilisé également dans la série 207, et seul le front a une structure d'assemblage soudée en acier laminé pour plus de solidité, en particulier pour d’éventuels chocs.

## Intérieur
A l'instar des série 221, l’aménagement des sièges est majoritairement transversal... Quelques sièges longitudinaux subsistent en extrémité de caisse près des intercirculations.
Ce sont des sièges "convertibles", comme dans beaucoup de matériel utilisant les organisations transversales. Il s'agit d'un siège dont la direction d'assise peut être commutée par un mécanisme, dans lequel, seul le dossier se déplace d'avant en arrière. Il nécessite que la force d'un bras sans manipulation d'un quelconque bouton ou mécanisme.

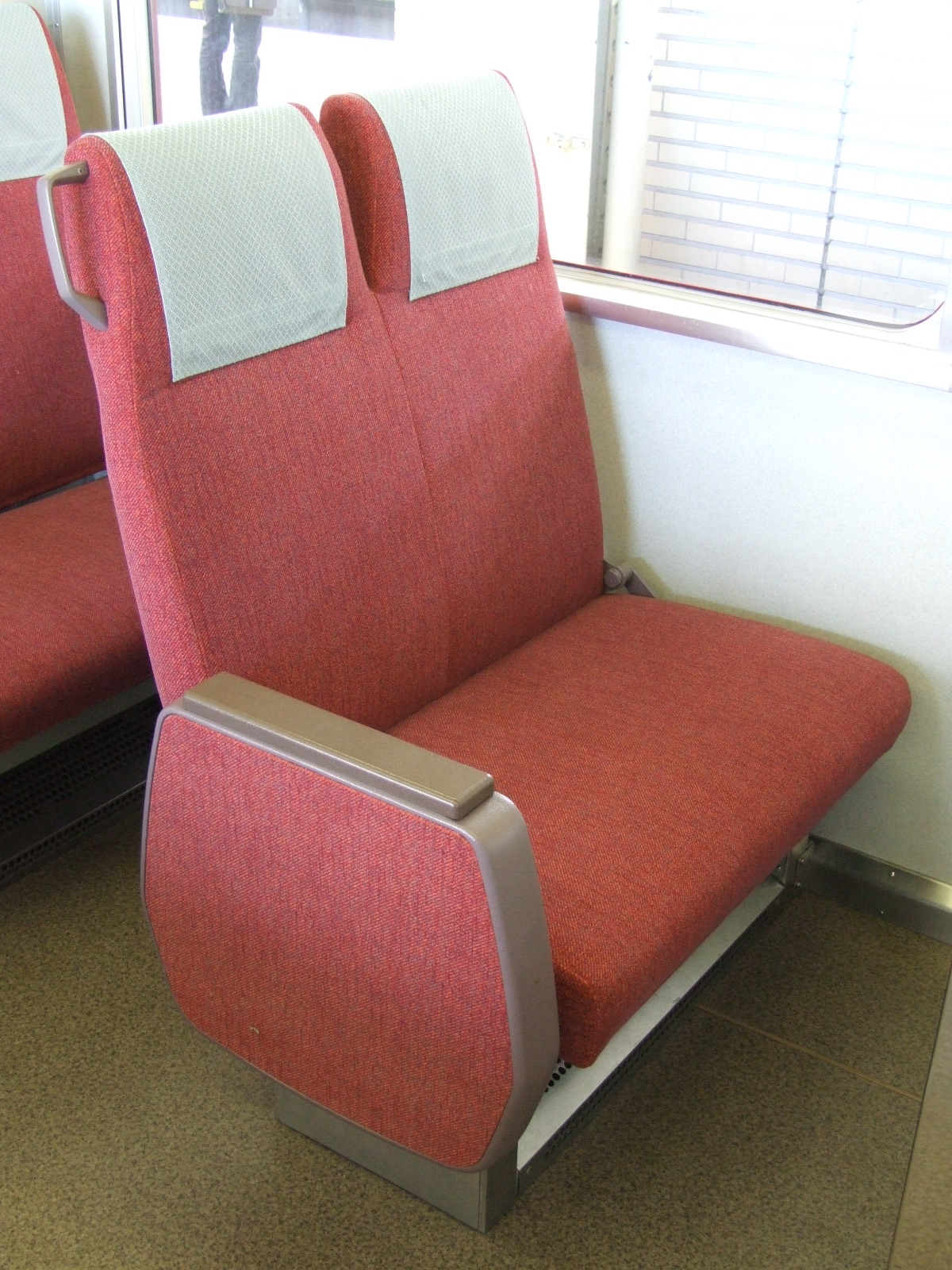
Un siège convertible. Notez le bras sur le côté près du mur permettant le pivotement du dossier.

Avec la rénovation, l'installation de toilettes à accès PMR et de l'espace PMR situé juste à côté ont été effectués
À l'origine les rames possédaient pour l'information voyageur que des plans (thermomètres de lignes), et un affichage LED (bandeau défilant) au-dessus des portes... Avec la rénovation, on les a remplacés par un écran LCD permettant l'affichage dynamique en 4 alphabets (Romaji/Hangul/Kanji/Kanas), le plan restant présent sur la droite.

## Extérieur
Étant donné la longue production dans le temps, la série 223 est caractérisée par de nombreuses sous-séries. Elles ne diffèrent que de peu visuellement (sauf la série 223-5000/5500) et les différences sont surtout d'ordre mécanique/électronique ainsi que par de subtiles modifications d'ordre fonctionnel ou esthétique. Seuls des yeux avertis peuvent reconnaître les différences entre les séries 223.
Il existe 8 sous-séries
- La série 223-0 : première série à être fabriquée, elle possède des phares ronds au contraire des autres, ainsi que les couleurs de la Hanwa Line... Les fenêtres sont sur un schéma identique à la Série 221. Elles utilisent les derniers systèmes de contrôle de puissance Toshiba GTO-VVVF. Son du départ de la série 223 série 0 (Toshiba GTO-VVVF)
- La Série 223-1000 : Construite pour l'ouverture des Special Rapid à 130 km/h... Légère modification des fenêtres, utilisation de système de contrôle à IGBT VVVF (Hitachi/Mistubishi/Toshiba)
- La Série 223-2000 : Plus longue série construite (648 voitures) permettant de réduire les coûts de production tout en éliminant les anciens modèles devenus obsolètes (Série 103 notamment). Étant quasi identiques aux série 223-1000, elles utilisent aussi les trois modèles d'IGBT permettant aux fans de trains (Densha Otaku) de profiter de sons différents au démarrage.

- La Série 223-2500 : Dérivée des séries 233-2000 et dédié à la ligne Hanwa. Elles en portent donc les couleurs.
- La Série 223-5000 : Trains construits pour le "Marine Liner", ligne entre Okayama et Shikoku. Identiques aux Séries 223-2000 excepté une caisse d’extrémité étant à 2 niveaux.
- La Série 223-5500 : Formations uniquement à 2 voitures pour les lignes loin des grandes villes, remplaçant les series 113.
- La Série 223-6000 : Série issue des séries 223-2000 prévues pour fonctionner de pair avec les Séries 221... reconnaissable à la bande orange sous la porte conducteur. Étant légèrement différentes au niveau du comportement surtout lors des phases d'accélération et de décélération, certaines 223 ont été bridées pour éviter les à-coups lors de circulations en UM2 avec les Séries 221.
- La série 223-9000 : Il s'agit d'une rame prototype pour les innovations des années 2000, tel le moteur à aimants permanents (PMSN) ou le pantographe à un bras. Elle mise à la ferraille en 2019

## Opérations

### JR-West

#### Séries 223-0/2500
- Ligne circulaire d'Osaka
- Ligne Hanwa (via les services de la ligne de l'aéroport de Kansai)
- Ligne de l'aéroport du Kansai
- Ligne principale Kisei

#### Séries 223-1000/2000
- Ligne principale Tōkaidō, (Ligne Biwako, Ligne JR Kyoto, Ligne JR Kobe Maibara - Kōbe)
- Ligne principale Sanyō (Ligne JR Kobe Kōbe - Kamigōri)
- Ligne principale Hokuriku, (Ligne Biwako Tsuruga- Maibara)
- Ligne Kosei (via les services de la Hokuriku Main Line)
- Ligne Kusatsu
- Ligne Akō (Aioi - Banshū-Akō)

#### Séries 223-5000
- Ligne Seto-Ōhashi (Marine Liner)
  - Ligne Uno (Okayama - Chayamachi)
  - Ligne Honshi-Bisan (Chayamachi - Kojima)

#### Séries 223-5500
- Ligne Fukuchiyama (Sasayamaguchi - Fukuchiyama)
- Ligne principale San'in (Kyoto - Kinosaki Onsen)
- Ligne Maizuru

#### Séries 223-6000 (Dépôt Aboshi)
- Ligne principale Tōkaidō (Ligne Biwako, JR Kyoto Line, JR Kobe Line) (Maibara - Kōbe)
- Ligne principale Sanyō (JR Kobe Line) (Kōbe - Kamigōri)
- Ligne Bantan (Himeji - Teramae, parfois substituées aux Séries 103 and 221)
- Ligne Akō (Aioi - Banshū-Akō)

#### Séries 223-6000 (Dépôt Miyahara)
- Ligne principale Tōkaidō (JR Kobe Line) (Ōsaka - Amagasaki)
- Ligne Fukuchiyama (JR Takarazuka Line) (Amagasaki - Sasayamaguchi ou Fukuchiyama)

#### Séries 223-6000 (Dépôt Kyoto)
- Ligne principale Tōkaidō (Biwako Line) (Kyoto - Yamashina)
- Ligne Kosei (Yamashina - Nagahara)
- Ligne principale San'in (Sagano Line) (Kyoto - Goma)

### JR-Shikoku

#### Séries 223-5000
- Ligne Seto-Ōhashi (Marine Liner)
  - Ligne Yosan
  - Ligne Honshi-Bisan (Chayamachi - Kojima)

## Formations
Information:
- MoHa ou Moha (モハ) → Motrice sans cabine
- SaHa ou Saha (サハ) → Remorque sans cabine
- KuHa ou Kuha (クハ) → Remorque avec cabine
- KuMoHa ou Kumoha (クモハ) → Motrice avec cabine
- Cont: Dispositif de contrôle du véhicule,
- SIV : Alimentation auxiliaire (onduleur statique)
- CP: Compresseur d'air,
- ♀: Véhicule réservé aux femmes
- < , > ,<> : pantographe

Les formations sont organisées en xMxT. M étant une motrice (Motor Car) et T une voiture (Trailer)

### Séries 223-0, 223-2500

#### Formation 4 voitures (préfixe HE)
Les formations à 4 caisses sont organisées en 2M2T.
| ← Aéroport du Kansaï, Kii Tanabe Tennōji (Osaka) → |               |               |               |                 |  |  |  |  |
|                                                    |               |               |               |                 |  |  |  |  |
|                                                    |               |               |               |                 |  |  |  |  |
| Voiture N°                                         | 1             | 2<>           | 3             | 4<>             |  |  |  |  |
| Désignation                                        | T'c           | M             | T             | Mc              |  |  |  |  |
| Numérotation                                       | KuHa 222-0    | MoHa 223-0    | SaHa 223-100  | KuMoHa 223-0    |  |  |  |  |
| Désignation                                        | T'c           | M             | T             | Mc              |  |  |  |  |
| Numérotation                                       | KuHa 222-2500 | MoHa 223-2500 | SaHa 223-2500 | KuMoHa 223-2500 |  |  |  |  |
| Désignation                                        | T'c1          | M             | T             | Mc1             |  |  |  |  |
| Numérotation                                       | KuHa 222-100  | MoHa 223-2500 | SaHa 223-0    | KuMoHa 223-100  |  |  |  |  |
| Désignation                                        | T'c           | M             | T             | Mc              |  |  |  |  |
| Numérotation                                       | KuHa 222-2500 | MoHa 223-2500 | SaHa 223-0    | KuMoHa 223-2500 |  |  |  |  |

Les voitures 2 et 4 sont équipées d'un pantographe.

### Séries 223-1000

#### Formation 8 voitures (préfixe W )
Les formations à 8 caisses sont organisées en 3M5T.
|              |               |               |               |               |               |               |               |                 |
|              |               |               |               |               |               |               |               |                 |
|              |               |               |               |               |               |               |               |                 |
|              |               |               |               |               |               |               |               |                 |
| Voiture N°   | 1             | 2 <>          | 3             | 4             | 5 <>          | 6             | 7             | 8 <>            |
| Désignation  | T'c           | M             | T             | T             | M             | T             | T             | Mc              |
| Numérotation | KuHa 222-1000 | MoHa 223-1000 | SaHa 223-1000 | SaHa 223-1000 | MoHa 223-1000 | SaHa 223-1000 | SaHa 223-1000 | KuMoHa 223-1000 |

Les voitures 2 ,5 et 8 sont équipées d'un pantographe.

#### Formation 4 voitures (préfixe V)
Les formations à 4 caisses sont organisées en 2M2T.
|              |               |               |               |                 |  |  |  |  |
|              |               |               |               |                 |  |  |  |  |
|              |               |               |               |                 |  |  |  |  |
|              |               |               |               |                 |  |  |  |  |
| Voiture N°   | 1             | 2 <>          | 3             | 4 <>            |  |  |  |  |
| Désignation  | T'c           | M             | T             | Mc              |  |  |  |  |
| Numérotation | KuHa 222-1000 | MoHa 223-1000 | SaHa 223-1000 | KuMoHa 223-1000 |  |  |  |  |

Les voitures 2 et 4 sont équipées d'un pantographe.

### Séries 223-2000

#### Formation 8 voitures (préfixe W)
Les formations à 8 caisses sont organisées en 3M5T.
|              |               |               |               |               |               |               |               |                 |
|              |               |               |               |               |               |               |               |                 |
|              |               |               |               |               |               |               |               |                 |
|              |               |               |               |               |               |               |               |                 |
| Voiture N°   | 1             | 2<>           | 3             | 4             | 5<>           | 6             | 7             | 8<>             |
| Désignation  | T'c           | M             | T             | T             | M'            | T             | T             | Mc3             |
| Numérotation | KuHa 222-2000 | MoHa 223-2000 | SaHa 223-2000 | SaHa 223-2000 | MoHa 222-2000 | SaHa 223-2000 | SaHa 223-2000 | KuMoHa 223-3000 |
| Désignation  | T'c           | M             | T             | T             | M1            | T             | T             | Mc              |
| Numérotation | KuHa 222-2000 | MoHa 223-2000 | SaHa 223-2000 | SaHa 223-2000 | MoHa 223-2100 | SaHa 223-2000 | SaHa 223-2000 | KuMoHa 223-2000 |

Les voitures 2 ,5 et 8 sont équipées d'un pantographe.

#### Formation 6 voitures (préfixe J)
Les formations à 6 caisses sont organisées en 2M4T.
|              |               |               |               |               |               |                 |  |  |
|              |               |               |               |               |               |                 |  |  |
|              |               |               |               |               |               |                 |  |  |
|              |               |               |               |               |               |                 |  |  |
| Voiture N°   | 1             | 2             | 3 <>          | 4             | 5             | 6 <>            |  |  |
| Désignation  | T'c           | T             | M             | T             | T             | Mc              |  |  |
| Numérotation | KuHa 222-2000 | SaHa 223-2000 | MoHa 223-2000 | SaHa 223-2000 | SaHa 223-2000 | KuMoHa 223-2000 |  |  |

Les voitures 3 et 6 sont équipées d'un pantographe.

#### Formation 4 voitures (préfixe V)
Les formations à 4 caisses sont organisées en 2M2T.
|              |               |               |               |                 |  |  |  |  |
|              |               |               |               |                 |  |  |  |  |
|              |               |               |               |                 |  |  |  |  |
|              |               |               |               |                 |  |  |  |  |
| Voiture N°   | 1             | 2 <>          | 3             | 4 <>            |  |  |  |  |
| Désignation  | T'c           | M'3           | T             | Mc3             |  |  |  |  |
| Numérotation | KuHa 222-2000 | MoHa 222-3000 | SaHa 223-2000 | KuMoHa 223-3000 |  |  |  |  |
| Désignation  | T'c           | M1            | T             | Mc              |  |  |  |  |
| Numérotation | KuHa 222-2000 | MoHa 223-2100 | SaHa 223-2000 | KuMoHa 223-2000 |  |  |  |  |

Les voitures 2 et 1 sont équipées d'un pantographe.

### Séries 223-5000

#### Formation 2 voitures (préfixe P)
Les formations à 2 caisses sont organisées en 1M1T.
|              |               |                 |  |  |  |  |  |  |
|              |               |                 |  |  |  |  |  |  |
|              |               |                 |  |  |  |  |  |  |
|              |               |                 |  |  |  |  |  |  |
| Voiture N°   | 1             | 2 <>            |  |  |  |  |  |  |
| Désignation  | T'c           | Mc              |  |  |  |  |  |  |
| Numérotation | KuHa 222-5000 | KuMoHa 223-5000 |  |  |  |  |  |  |

La voiture 2 est équipée d'un pantographe.

### Séries 223-5500

#### Formation 2 voitures (préfixe F)
Les formations à 2 caisses sont organisées en 1M1T.
|              |               |                 |  |  |  |  |  |  |
|              |               |                 |  |  |  |  |  |  |
|              |               |                 |  |  |  |  |  |  |
|              |               |                 |  |  |  |  |  |  |
| Voiture N°   | 1             | 2 < > <>        |  |  |  |  |  |  |
| Désignation  | T'c           | Mc              |  |  |  |  |  |  |
| Numérotation | KuHa 222-5500 | KuMoHa 223-5500 |  |  |  |  |  |  |

La voiture 2 est équipée d'un pantographe, un second pour dégivrage de la caténaire est équipé pour les Séries 223-5501/5502/5503/5504/5509.

### Séries 223-6000

#### Formation 4 voitures -dépôt Aboshi(préfixe CV)
Les formations à 4 caisses sont organisées en 2M2T.
|              |               |               |               |                 |  |  |  |  |
|              |               |               |               |                 |  |  |  |  |
|              |               |               |               |                 |  |  |  |  |
|              |               |               |               |                 |  |  |  |  |
| Voiture N°   | 1             | 2 <>          | 3             | 4 <>            |  |  |  |  |
| Désignation  | T'c           | M'3           | T             | Mc3             |  |  |  |  |
| Numérotation | KuHa 222-6000 | MoHa 222-7000 | SaHa 223-6000 | KuMoHa 223-7000 |  |  |  |  |

#### Formation 4 voitures -dépôt Miyahara(préfixe MA)
Les formations à 4 caisses sont organisées en 2M2T.
|              |               |               |               |                 |  |  |  |  |
|              |               |               |               |                 |  |  |  |  |
|              |               |               |               |                 |  |  |  |  |
|              |               |               |               |                 |  |  |  |  |
| Voiture N°   | 1             | 2 <> <>       | 3             | 4 <> <>         |  |  |  |  |
| Désignation  | T'c           | M1            | T             | Mc              |  |  |  |  |
| Numérotation | KuHa 222-6000 | MoHa 223-6100 | SaHa 223-6000 | KuMoHa 223-6000 |  |  |  |  |

Les voitures 2 et 4 sont équipées de deux pantographes chacune.

#### Formation 4 voitures -dépôt Kyoto(préfixe R)
Les formations à 4 caisses sont organisées en 2M2T.
|              |               |               |               |                 |  |  |  |  |
|              |               |               |               |                 |  |  |  |  |
|              |               |               |               |                 |  |  |  |  |
|              |               |               |               |                 |  |  |  |  |
| Voiture N°   | 1             | 2 <>          | 3             | 4 <>            |  |  |  |  |
| Désignation  | T'c           | M1            | T             | Mc              |  |  |  |  |
| Numérotation | KuHa 222-6000 | MoHa 222-6000 | SaHa 223-6000 | KuMoHa 223-6000 |  |  |  |  |

Les voitures 2 et 4 sont équipées d'un pantographe.

### Séries 223-9000 (U@tech)
Les formations à 3 caisses sont organisées en 1M2T.
|              |            |            |                 |  |  |  |  |  |
|              |            |            |                 |  |  |  |  |  |
|              |            |            |                 |  |  |  |  |  |
|              |            |            |                 |  |  |  |  |  |
| Voiture N°   | 1          | 2          | 3 <             |  |  |  |  |  |
| Désignation  | T'zc       | Tz         | Mzc             |  |  |  |  |  |
| Numérotation | KuYa 212-1 | SaYa 213-1 | KuMoYa 223-9001 |  |  |  |  |  |

La voiture 3 est équipée d'un pantographe à un bras.

## Modélisme
La série 223 est vendue par les constructeurs Kato et TOMIX à l'échelle N, en formation de 4-6-8 voitures.

## Galerie photos

### Extérieur

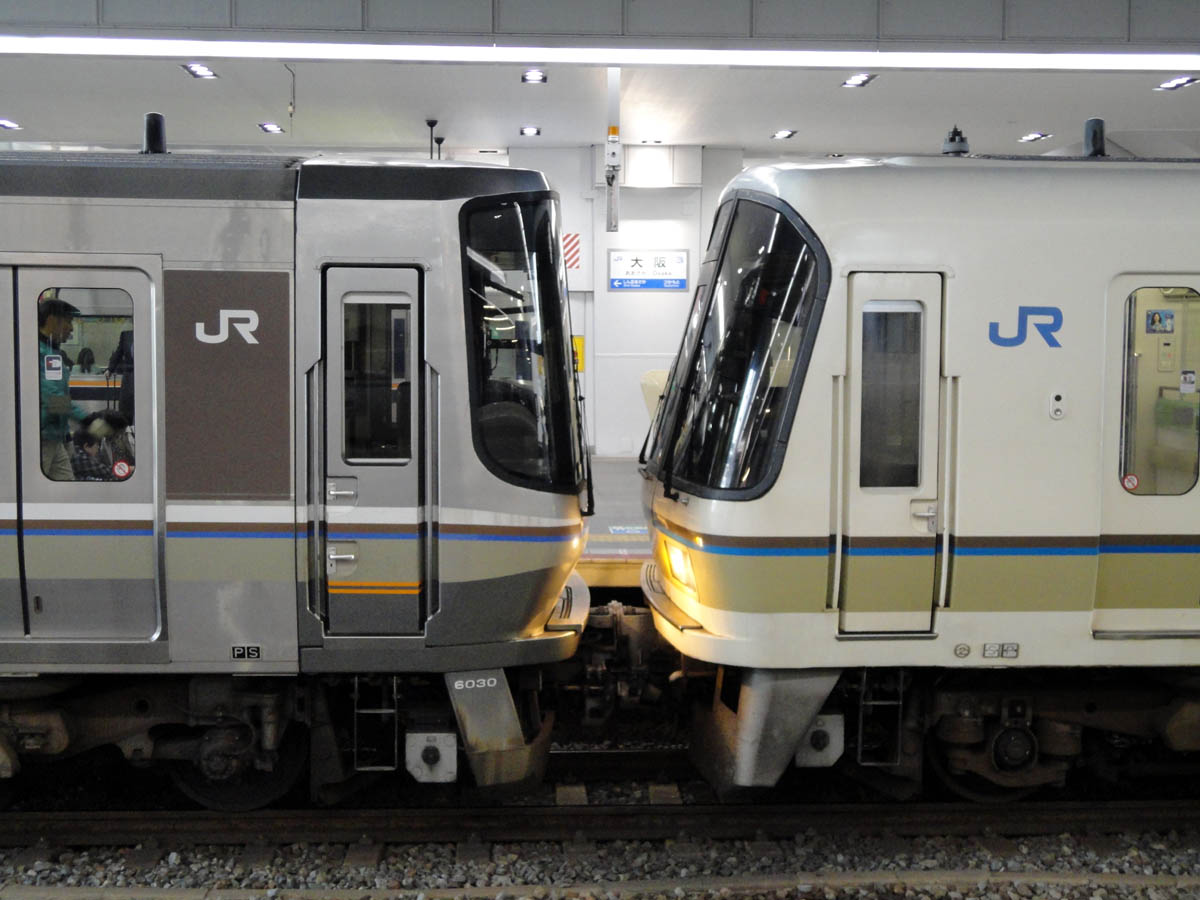
Serie 221 et 223 couplées
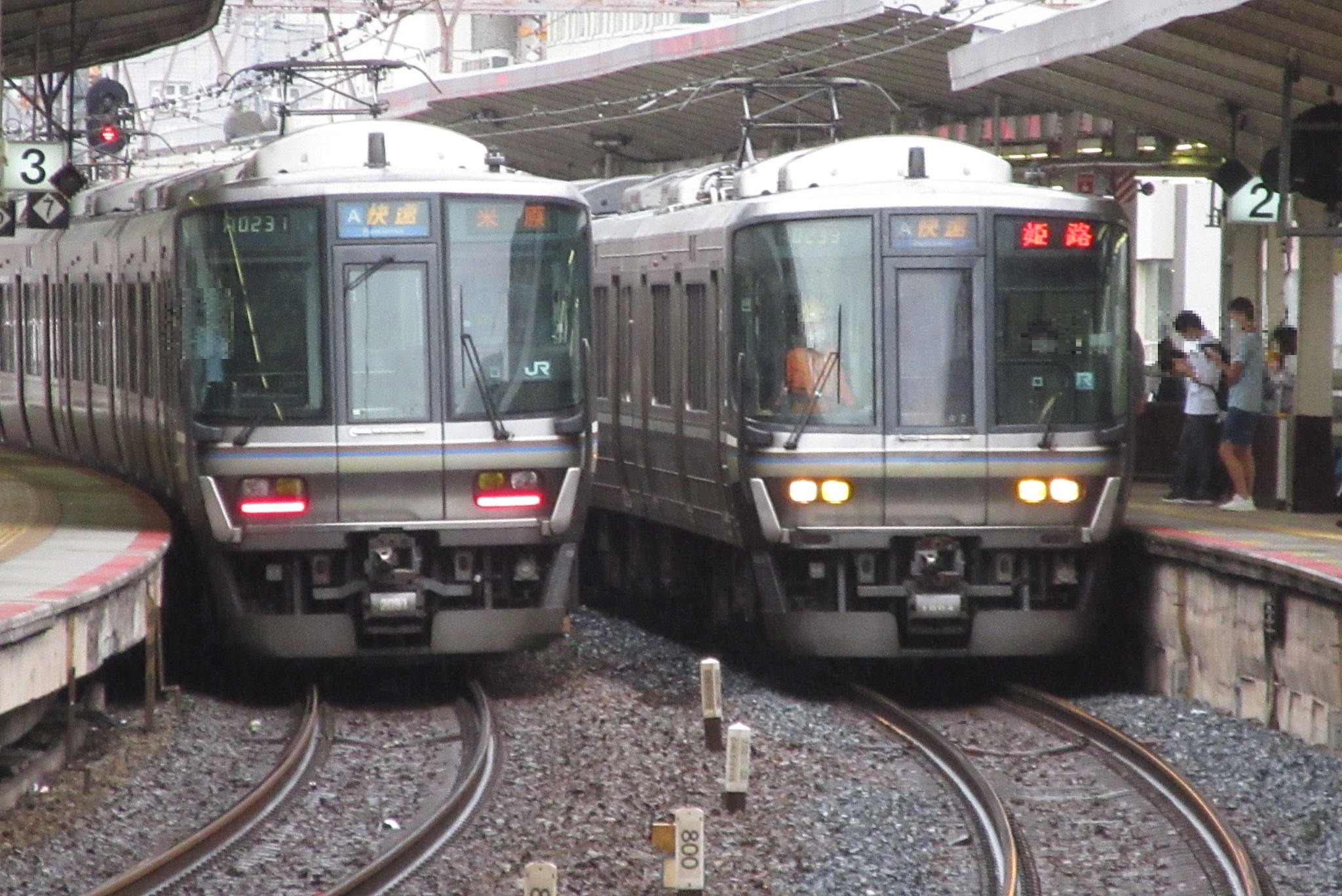
Serie 223-1000 et 223-2000
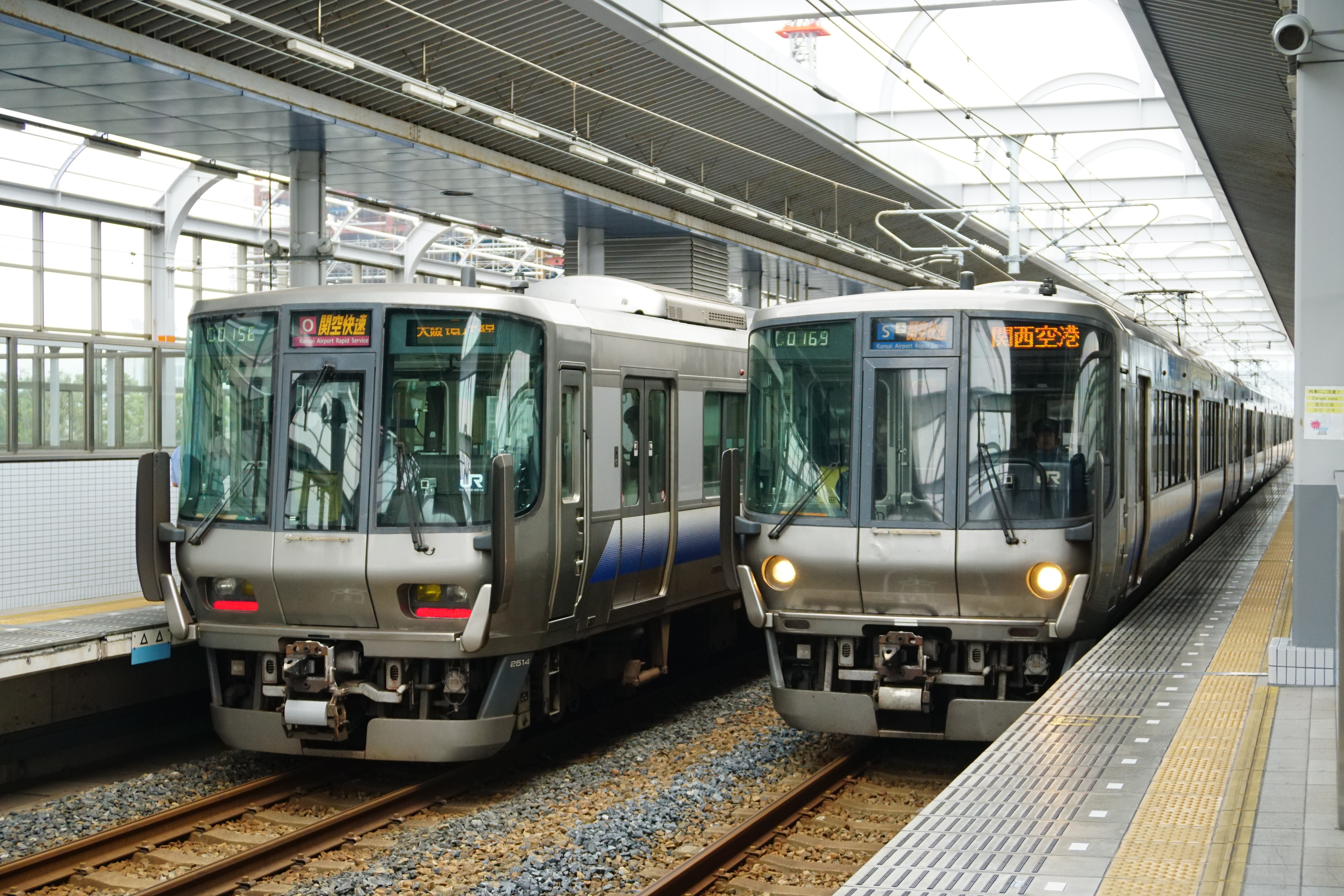
Serie 223-0 et 2500
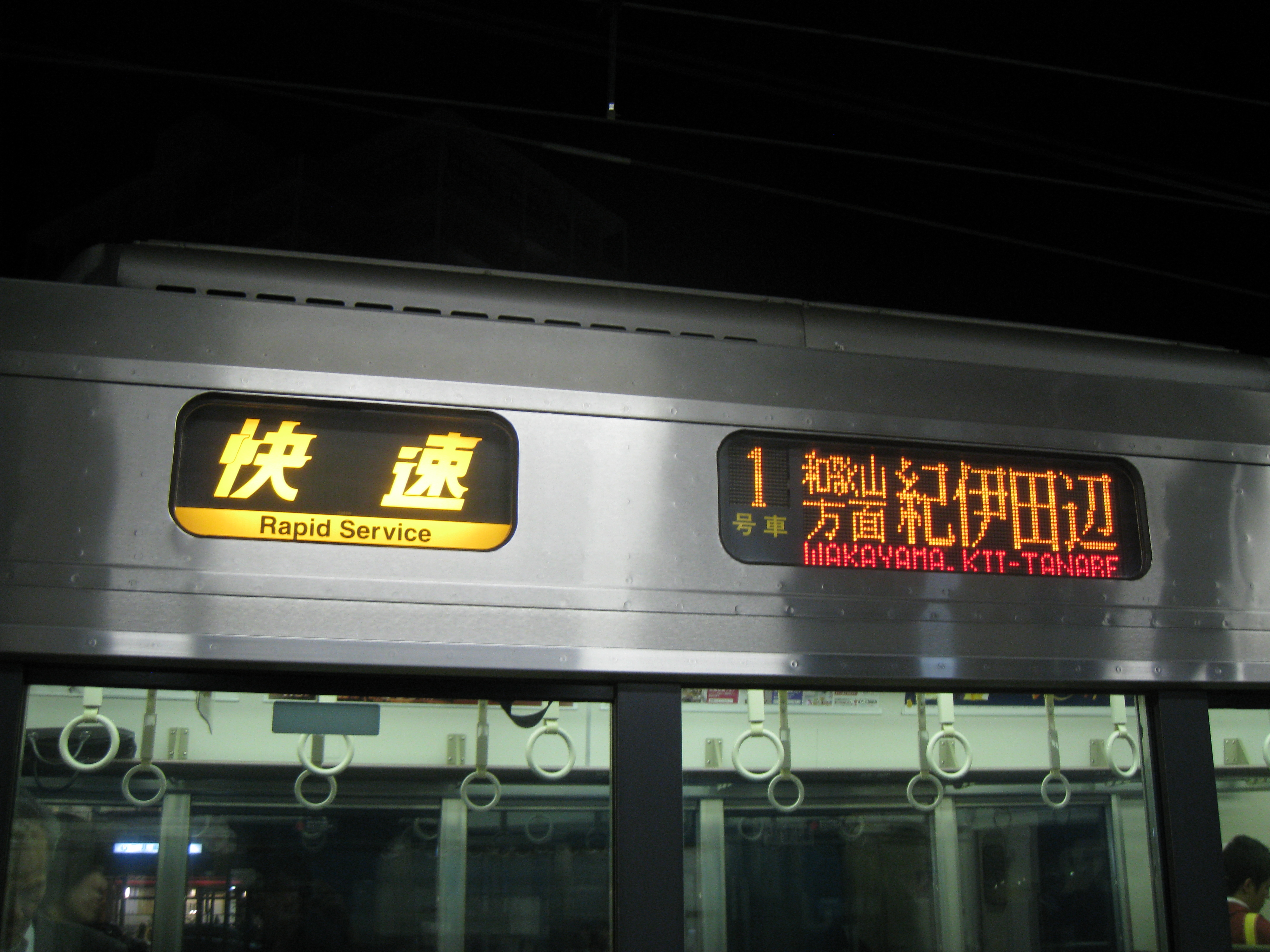
Girouette laterale Serie 223-2500
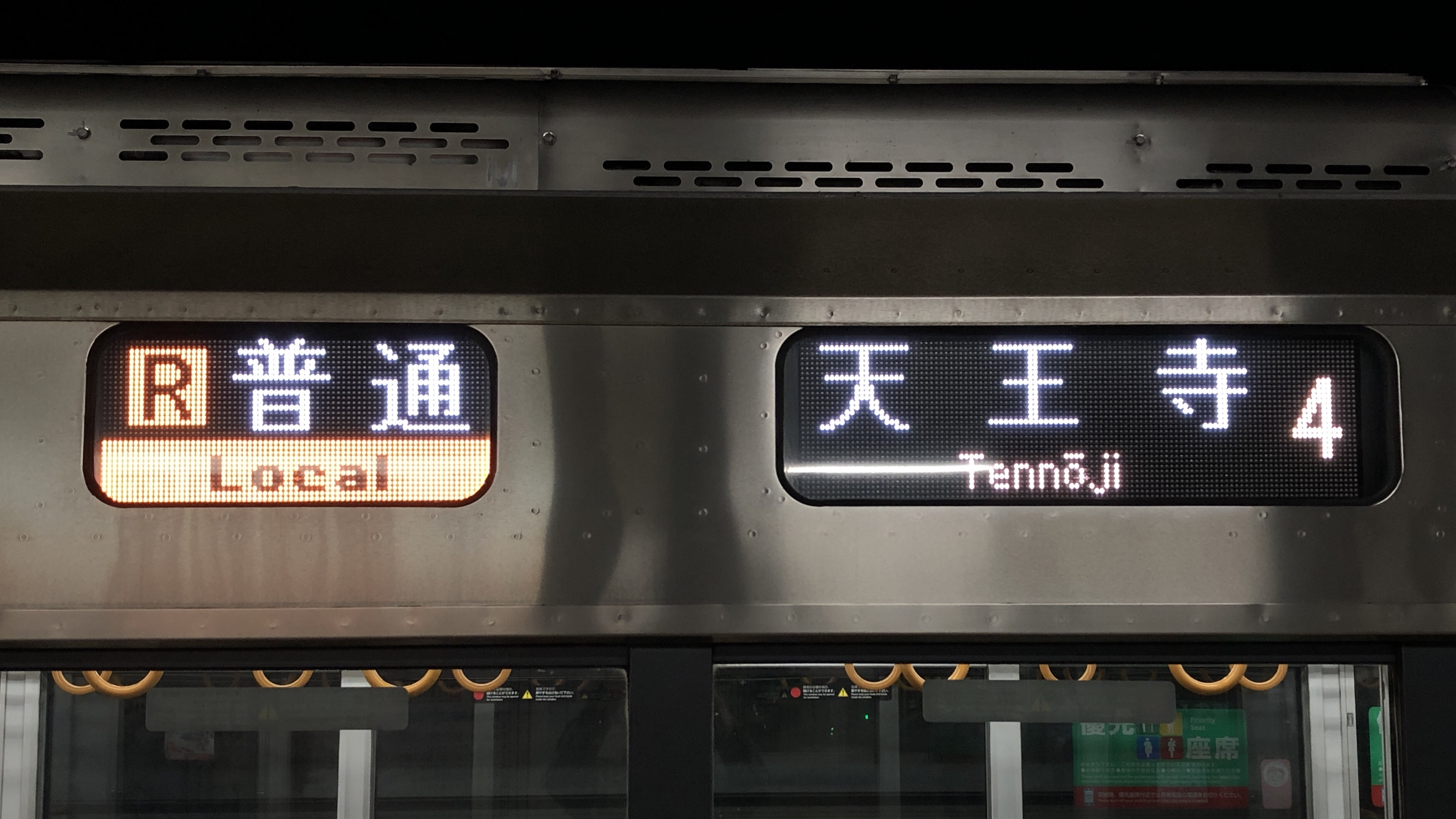
Girouette laterale Serie 223-0 renovée
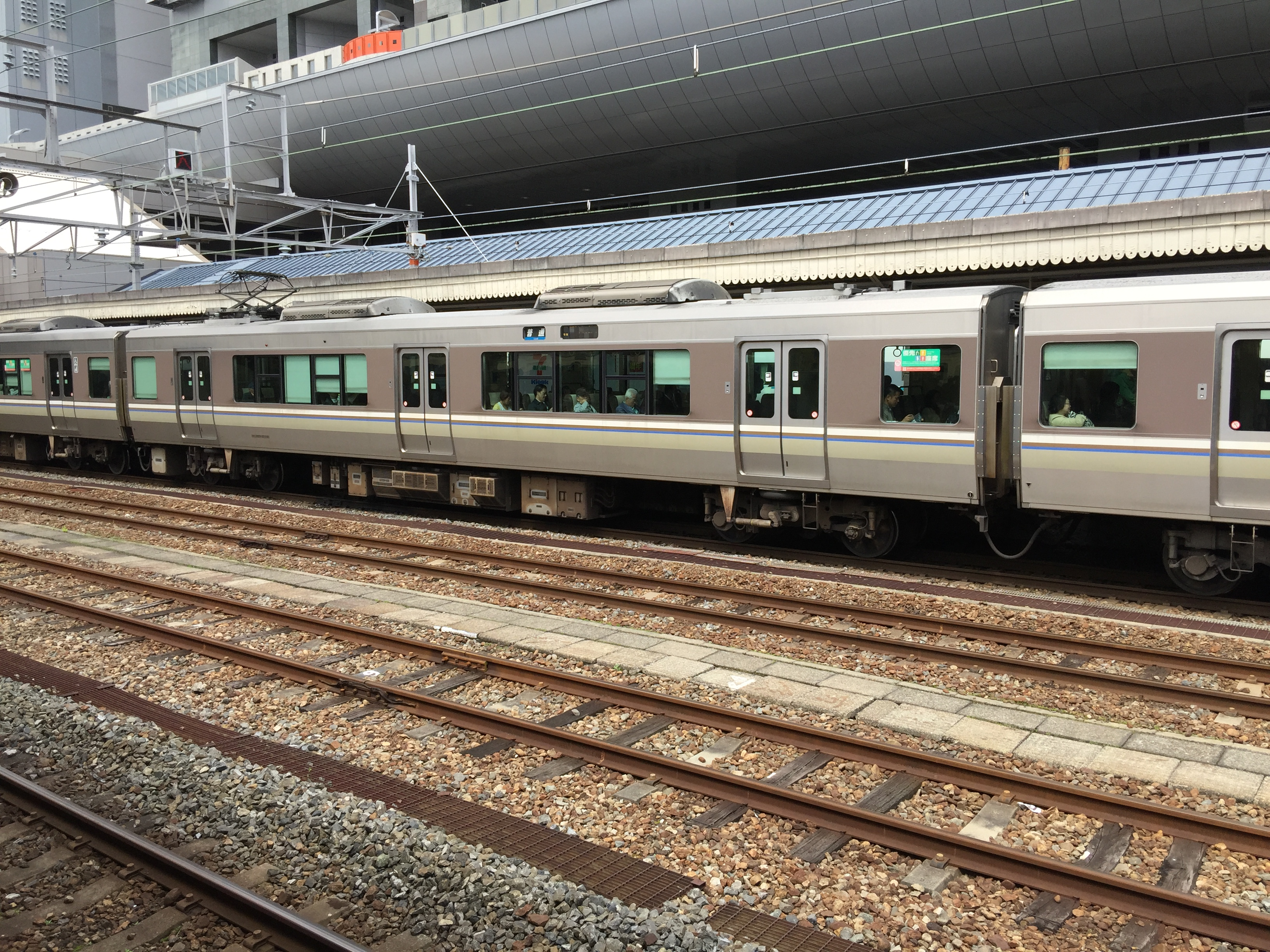
Motrice(Moha) intermediaire à Kyoto
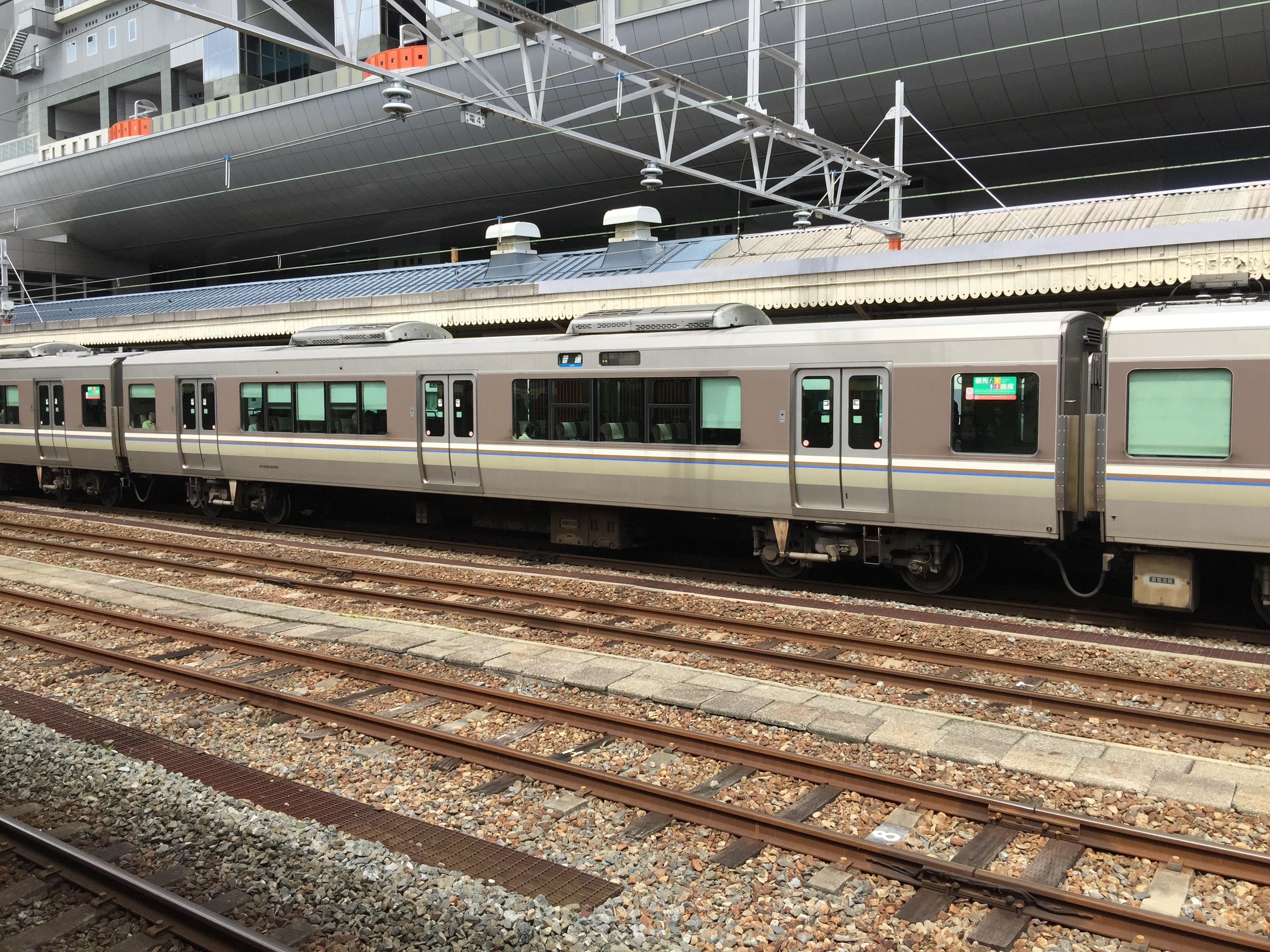
Voiture (Saha) à Kyoto
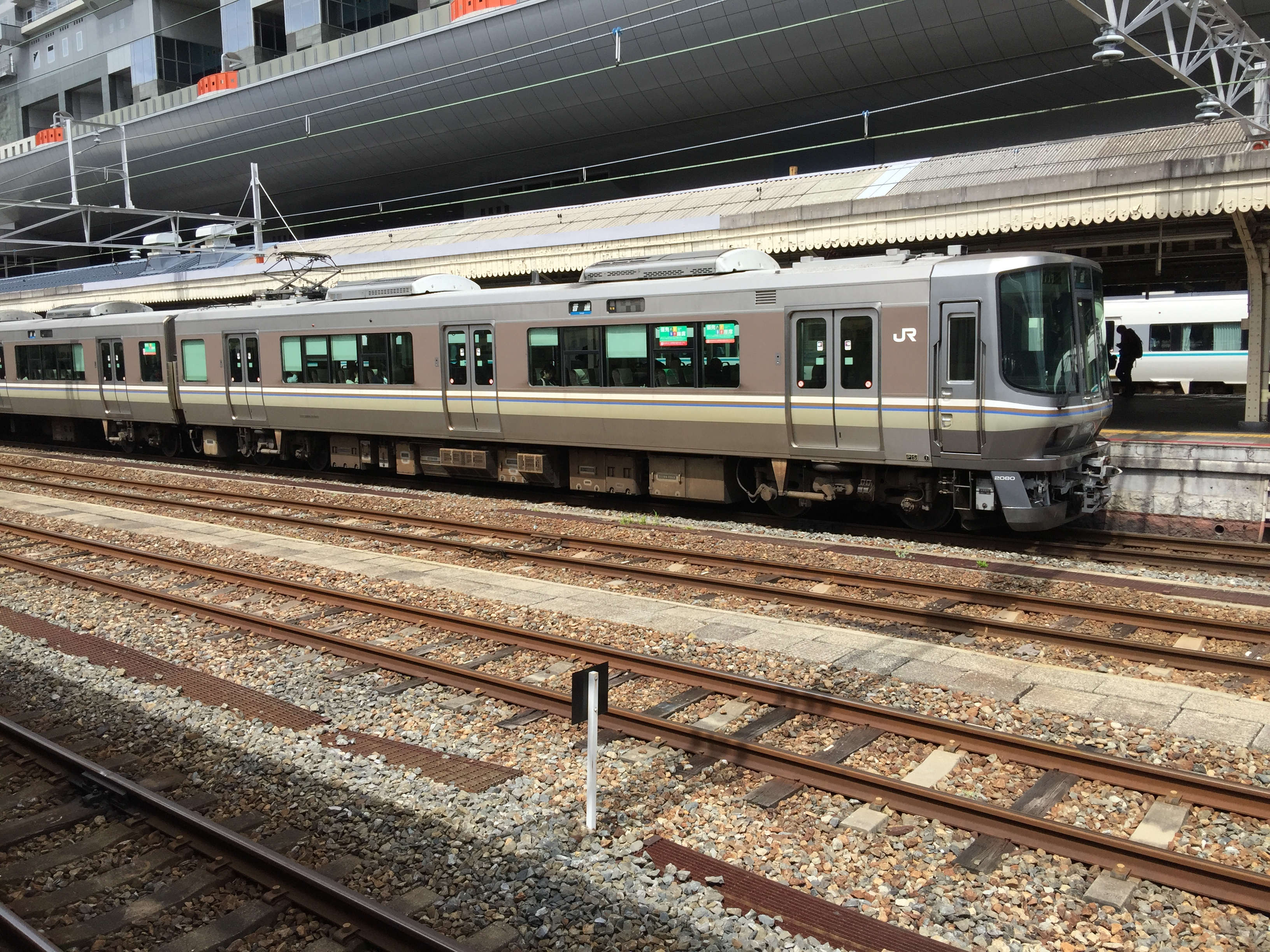
Motrice de tete (Kumoha) à Kyoto
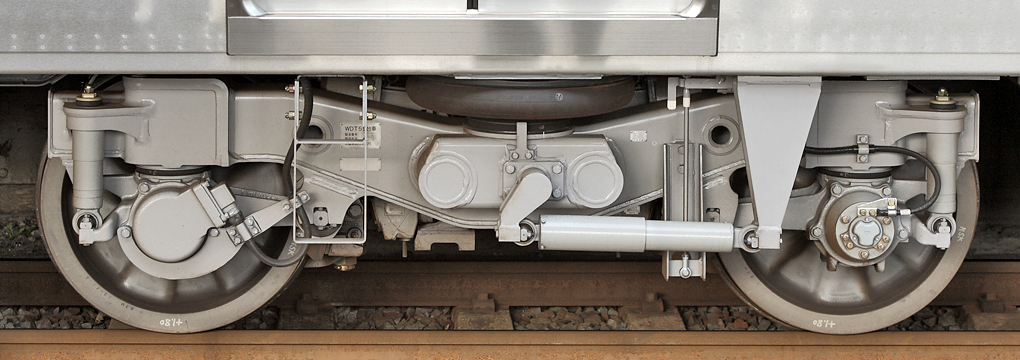
Bogie des series 223
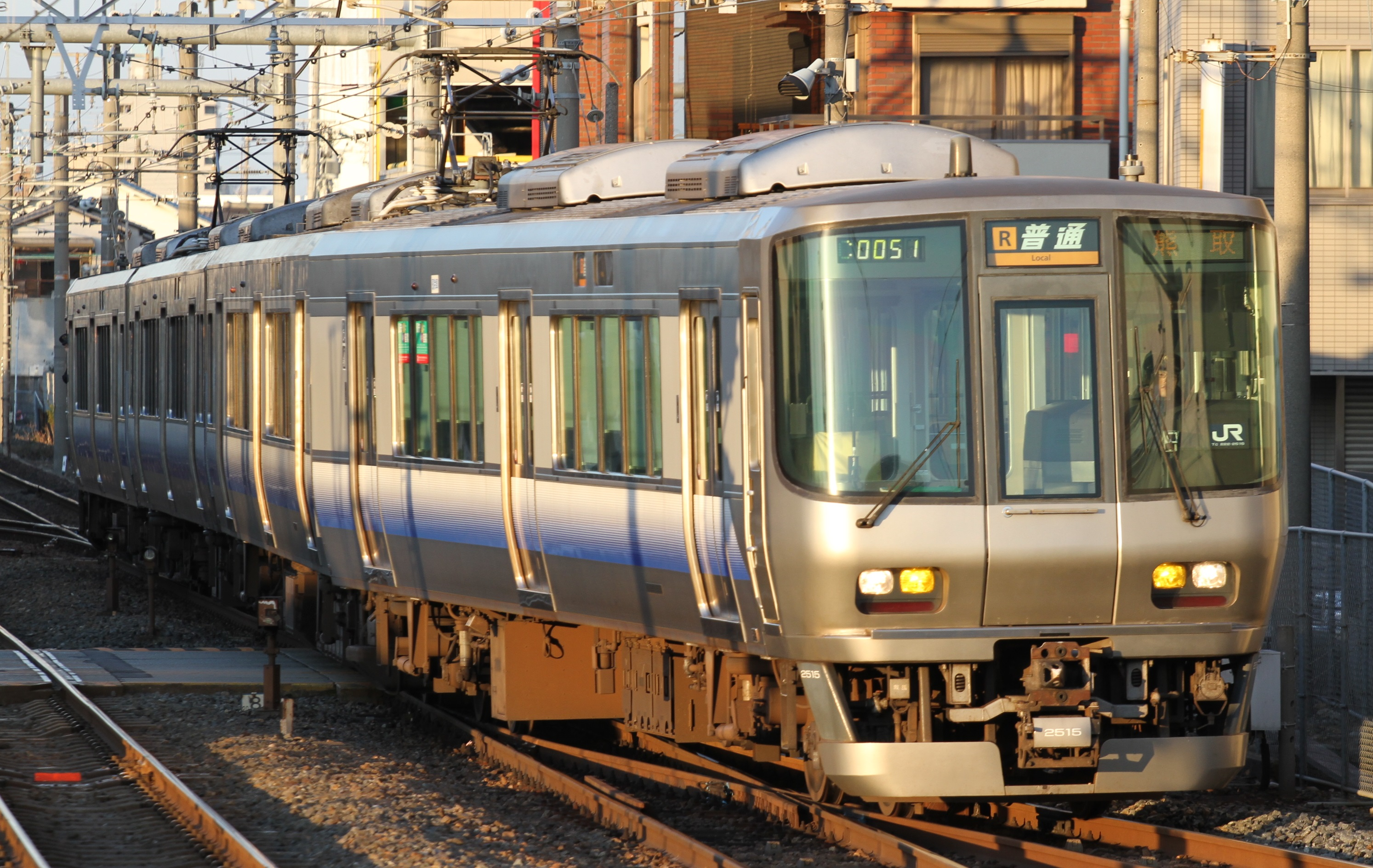
Serie 223-2500 aux couleurs de la Hanwa Line
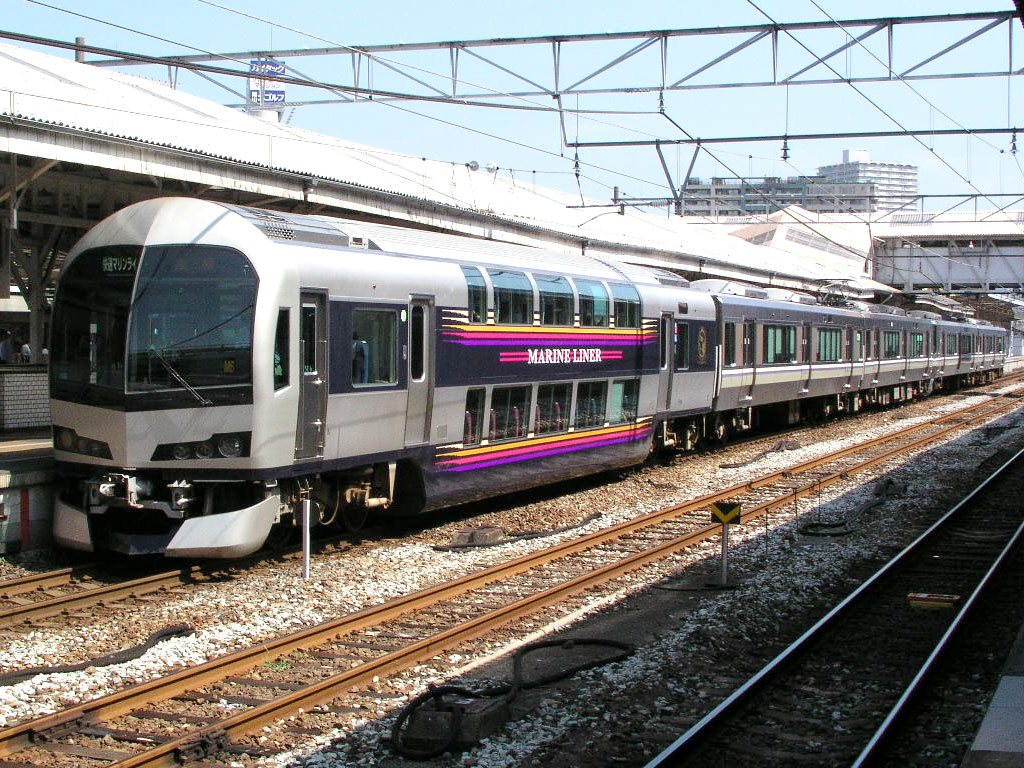
Serie 223-2500 Marine Liner avec sa caisse "bi-level"

### Intérieur

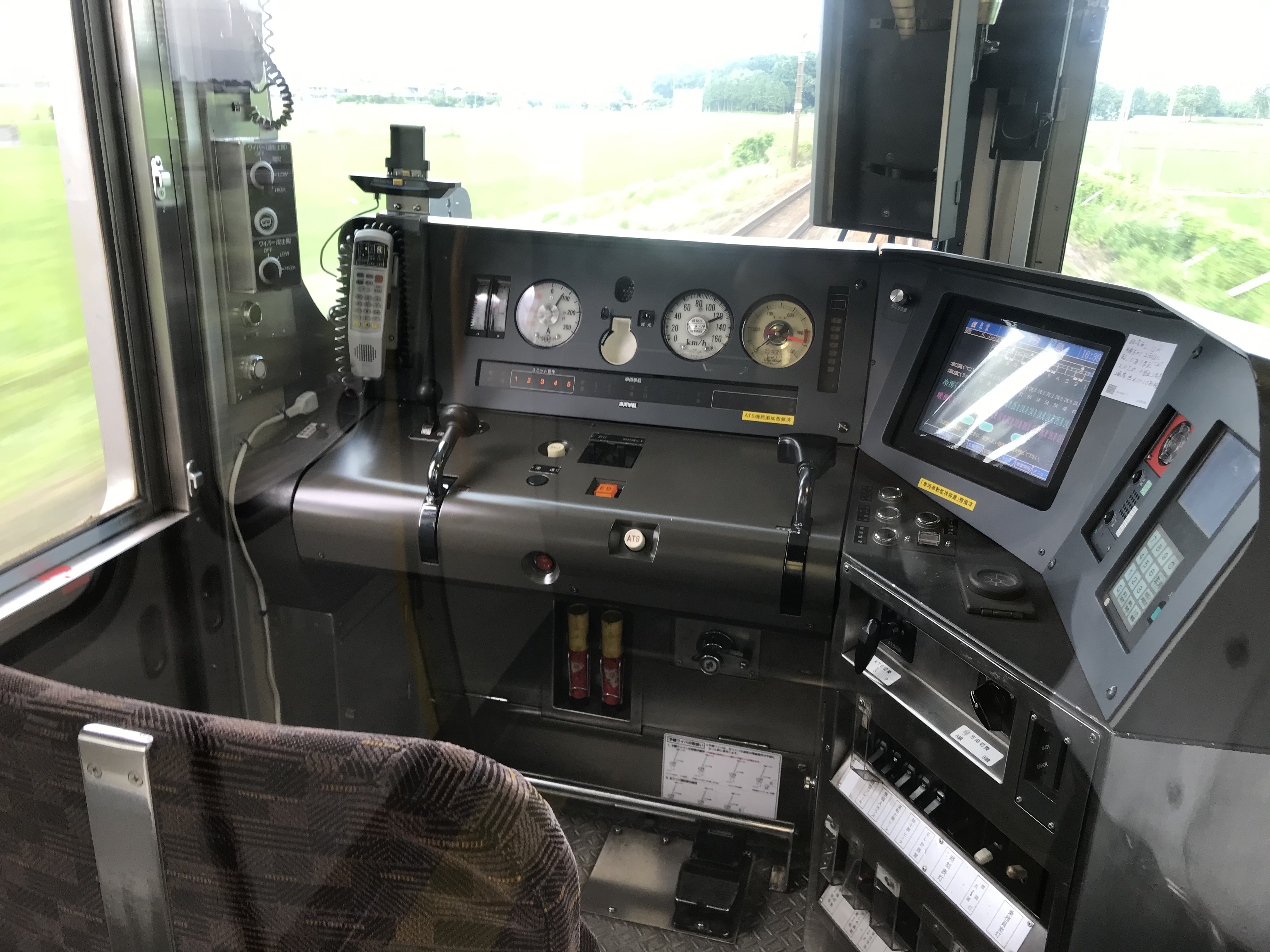
Poste de conduite
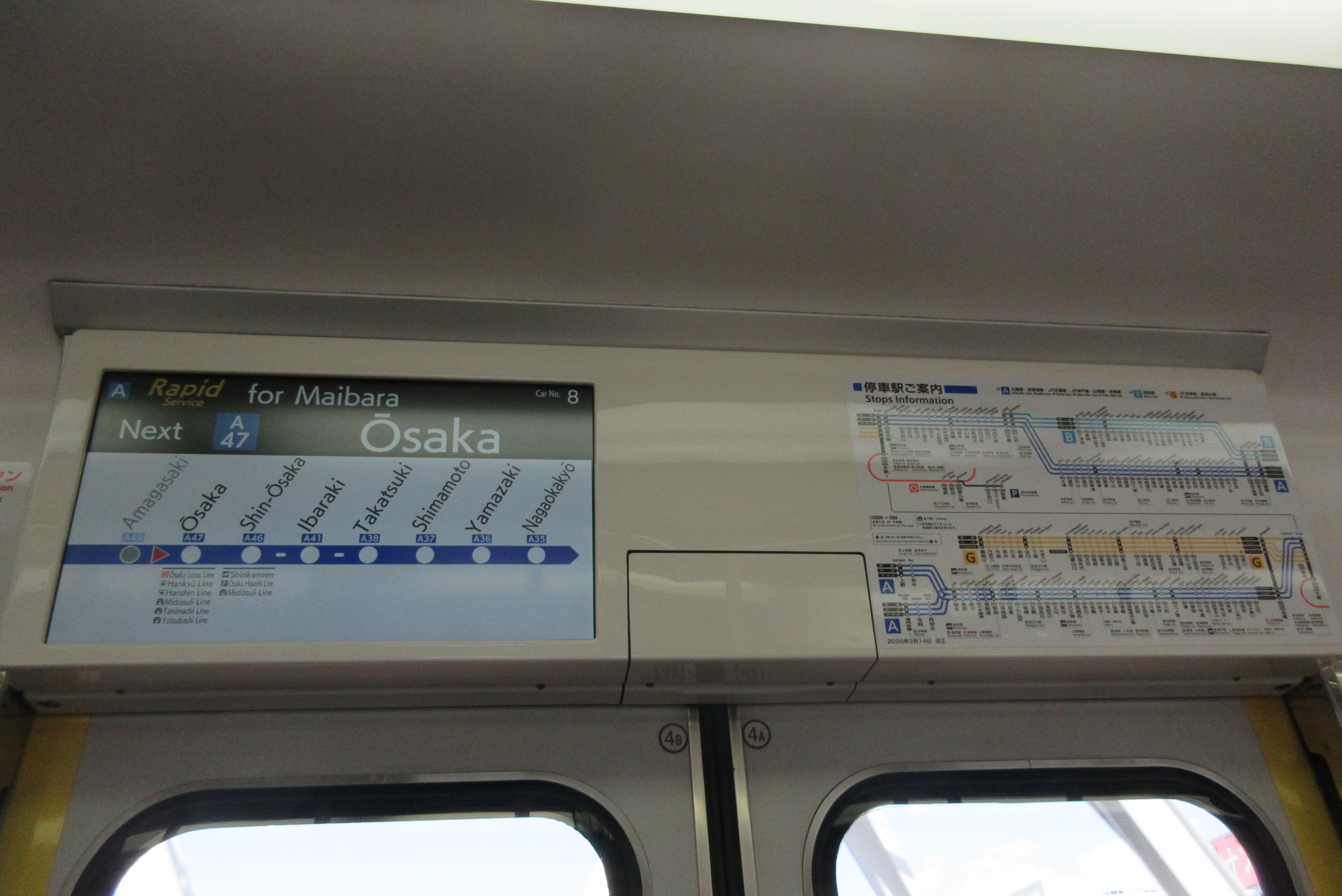
Thermomètre de ligne et Ecran LCD
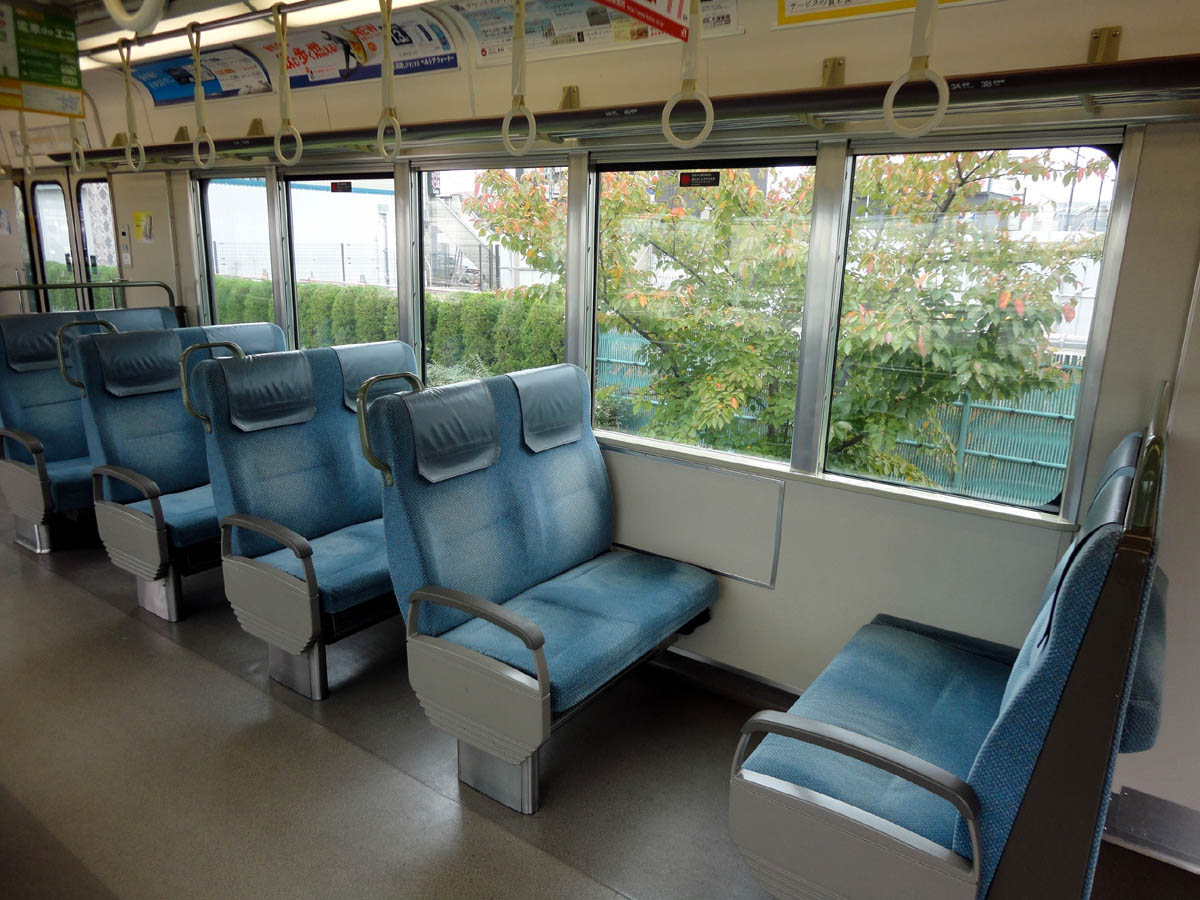
Intérieur Serie 223-2500
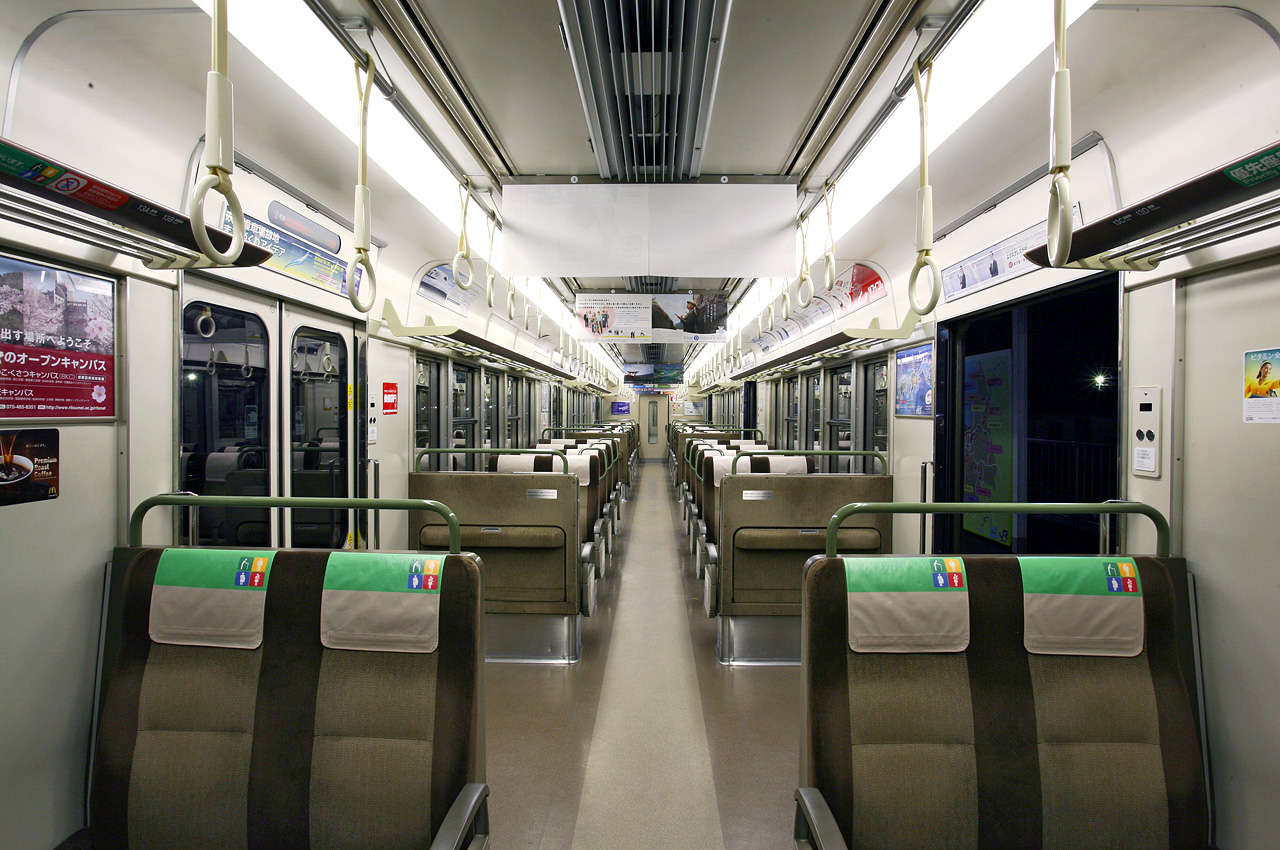
Intérieur d'une voiture non rénovée